# Чемпіонат світу з художньої гімнастики 2007
Чемпіонат світу з художньої гімнастики 2007 пройшов з 19 по 23 вересня в місті Патри, Греція, у національному спортивному центрі.

## Скандали після чемпіонату
Вперше з 2001 року українська гімнастка Ганна Безсонова стала абсолютною чемпіонкою світу, випередивши на 0.050 бала російську гімнастку Вєру Сесіну. Згодом головна тренерка збірної Росії з художньої гімнастики Ірина Вінєр звинуватила суддів у "шовінізмі", нібито вони штучно знизили бали за вправи росіянкам та просунули Ганну Безсонову до золотої медалі на абсолютній першості. Тренерка також погрожувала суддям, які перебували на чемпіонату світу, недопущенням на Олімпійські ігри в Пекіні. Через звинувачення Ірині Вінєр загрожувала дискваліфікація від Міжнародної федерації гімнастики за порушення уставу FIG, однак остання ухвалила рішення покарати тренерку у вигляді попередження без санкцій.

## Медалісти
| Дисципліна         | Золото                                                          | Срібло                                                 | Бронза                                                   |
| Команда            | Команда                                                         | Команда                                                | Команда                                                  |
| ------------------ | --------------------------------------------------------------- | ------------------------------------------------------ | -------------------------------------------------------- |
| Командна першість  | Росія Ольга Капранова Вєра Сесіна Аліна Кабаєва Євгенія Канаєва | Білорусь Інна Жукова Світлана Рудалова Любов Черкашина | Азербайджан Алія Гараєва Дінара Гіматова Ганна Гурбанова |
| Особиста першість  |                                                                 |                                                        |                                                          |
| Абсолютна першість | Ганна Безсонова (UKR)                                           | Вєра Сесіна (RUS)                                      | Ольга Капранова (RUS)                                    |
| Вправа з скакалкою | Вєра Сесіна (RUS)                                               | Ольга Капранова (RUS)                                  | Інна Жукова (BLR)                                        |
| Вправа з обручем   | Ольга Капранова (RUS)                                           | Вєра Сесіна (RUS)                                      | Ганна Безсонова (UKR)                                    |
| Вправа зі стрічкою | Вєра Сесіна (RUS)                                               | Ганна Безсонова (UKR)                                  | Аліна Кабаєва (RUS)                                      |
| Вправа з булавами  | Ольга Капранова (RUS)                                           | Ганна Безсонова (UKR)                                  | Вєра Сесіна (RUS)                                        |

## Медалісти (групові вправи)
| Дисципліна          | Золото         | Срібло         | Бронза         |
| Групові вправи      | Групові вправи | Групові вправи | Групові вправи |
| ------------------- | -------------- | -------------- | -------------- |
| Групова першість    | Росія          | Італія         | Білорусь       |
| 5 скакалок          | Росія          | Італія         | Болгарія       |
| 3 обручі + 2 булави | Росія          | Італія         | Болгарія       |

## Медальний залік
| Місце               | Країна              | Золото | Срібло | Бронза | Загалом |
| ------------------- | ------------------- | ------ | ------ | ------ | ------- |
| 1                   | Росія               | 8      | 3      | 3      | 14      |
| 2                   | Україна             | 1      | 2      | 1      | 4       |
| 3                   | Італія              | 0      | 3      | 0      | 3       |
| 4                   | Білорусь            | 0      | 1      | 2      | 3       |
| 5                   | Болгарія            | 0      | 0      | 2      | 2       |
| 6                   | Азербайджан         | 0      | 0      | 1      | 1       |
| Загалом (6 збірних) | Загалом (6 збірних) | 9      | 9      | 9      | 27      |